# Trogulus falcipenis
Espèce
Trogulus falcipenis est une espèce d'opilions dyspnois de la famille des Trogulidae.

## Distribution
Cette espèce se rencontre dans les Alpes en Autriche en Carinthie, en Slovénie et en Italie en Frioul-Vénétie Julienne.

## Description
Le mâle holotype mesure 4,45 mm.
Les mâles mesurent de 4,35 à 4,6 mm et les femelles de 4,5 à 4,7 mm.

## Systématique et taxinomie
Cette espèce a été décrite par Komposch en 2000.

## Publication originale
- Komposch, 2000 : « Trogulus falcipenis spec. nov., ein neuer Brettkanker aus den Alpen und dem Dinarischen Gebirge. » Spixiana, vol. 23, no 1, p. 1–14.